# Biddeford’s City Theater
Das Biddeford’s City Theater in der Biddeford City Hall ist ein viktorianisches Opernhaus mit knapp 500 Plätzen in der 20.000-Einwohner-Stadt Biddeford in Maine, Vereinigte Staaten. Im Gebäude finden das ganze Jahr hindurch Theater, Tanz und Musikaufführungen statt. Das 1896 von John Calvin Stevens gestaltete Gebäude steht seit 1973 als Contributing Property im National Register of Historic Places.
Das Gebäude diente in seiner Geschichte als Opernhaus, Kino, Lagerhalle, Spielplatz für Horseshoes, stand mehrere Jahre leer, und wird seit 1977 wieder als Veranstaltungsort für Theater und Musik genutzt. Seit einer umfangreichen Restaurierung in den 1990ern hat das Theater ein Ganzjahresprogramm.

## Geschichte
Pläne für ein Opernhaus entstanden in den 1840ern, als die Biddeforder Stadtväter ein neues Rathaus errichteten, und dieses um einen Veranstaltungsort erweitern wollten. Der Stadtrat befand sich damit im Mainstream der Zeit. Seit der Mitte des 19. Jahrhunderts eröffneten auch in kleineren Städten Maines Opernhäuser, die ein buntes Programm aus Musik und Theater präsentierten. Von diesen sind mittlerweile nur noch eine Handvoll erhalten. Das Opernhaus eröffnete schließlich 1860 mit einer Oper über die Sklaverei in den Südstaaten der Vereinigten Staaten. 1894 zerstörte ein Feuer das Rathaus und die angrenzenden Gebäude. In einer heftig umstrittenen Entscheidung entschied sich der Stadtrat wieder Geld in einen Veranstaltungsort zu investieren. Sie beauftragten den Architekten John Calvin Stewart mit der Gestaltung eines neuen Opernhauses.
Das Theater eröffnete am 20. Januar 1896 wieder. Neben den klassischen Theateraufführungen, begann es auch ein Vaudeville-Programm zu zeigen, das bei den Zuschauern besonders beliebt war. Das City Theater war einer der kulturellen Fokuspunkte in York County (Maine) in Maine. In dieser Zeit traten beispielsweise Fred Astaire, Mae West oder W. C. Fields im Theater auf.
Mit dem Aufkommen des Films Anfang des 20. Jahrhunderts sank die Bedeutung von Theater und Vaudeville, und 1930 wurde das City Theater als Kino umgebaut. Trotz eines erneuten modernisierten Umbaus 1955 konnte sich das City Theater nicht gegen die Konkurrenz von Autokinos und Fernsehen behaupten und schloss 1963. Nach mehreren Jahren des Leerstands diente es zwischen 1971 und 1974 als Lagerhalle für die Gemeindeverwaltung Biddeford. Ausgerechnet in diese Zeit fiel auch die Aufnahme in das Register of Historic Places 1973. Ab 1975 diente das Gebäude als Halle für das Geschicklichkeitsspiel Horseshoes. Um es spielen zu können, wurde der Orchestergraben mit Sand gefüllt.
Der Zustand des Theaters motivierte eine Gruppe von Freiwilligen sich für eine Wiedereröffnung des Theaters einzusetzen. Die City Theater Associates setzten sich mit politischem Lobbying und praktischen Reparaturarbeiten dafür ein, das Theater als Ort der Kultur wiederzubeleben. 1978 schließlich eröffnete es wieder mit einem Konzert des Norman Luboff Choirs. Anlässlich des 100-jährigens Jubiläums 1996 gelang es Geld von der Gemeinde, dem Staat Maine, den Vereinigten und diversen privaten Geldgebern zu gelangen, die zu einer umfangreichen Sanierung genutzt werden. Sitze, Wände und Decke wurden erneuert, und neue Veranstaltungstechnik eingebaut.
Der Legende nach soll ein Geist in dem Haus spuken. Es handelt sich dabei um die Opernsängerin Eva Gray, die 1904 im Alter von 33 Jahren mit einem Herzstillstand zusammenbrach, nachdem sie die dritte Zugabe von Goodbye, Litte Girl, Goodbye gesungen hatte.

## Gebäude
Das City Theater ist aufwendig im Colonial-Revival-Stil der USA des späten 19. Jahrhunderts gestaltet. Es verfügt über ein Parkett und eine hufeisenförmige Loge. Ein Kronleuchter hängt an der schablonierten Decke. Am 24. April 1973 wurde die Biddeford City Hall und somit das Biddeford’s City Theater als Baudenkmal in das National Register of Historic Places aufgenommen. Am 24. Dezember 2009 wurden sie zusätzlich als Contributing Property des Historic District Biddeford Main Street im National Register of Historic Places gelistet.